# جهانی‌سازی در چین
جهانی‌سازی در چین بحثی است پیرامون تاریخ جهانی‌شدن در کشور چین که تأثیرات اقتصادی، اجتماعی و فرهنگی که در میان جامعه مردم چین نهادینه‌شده‌است را شامل می‌شود.

## دودمان‌های اولیه و جاده ابریشم

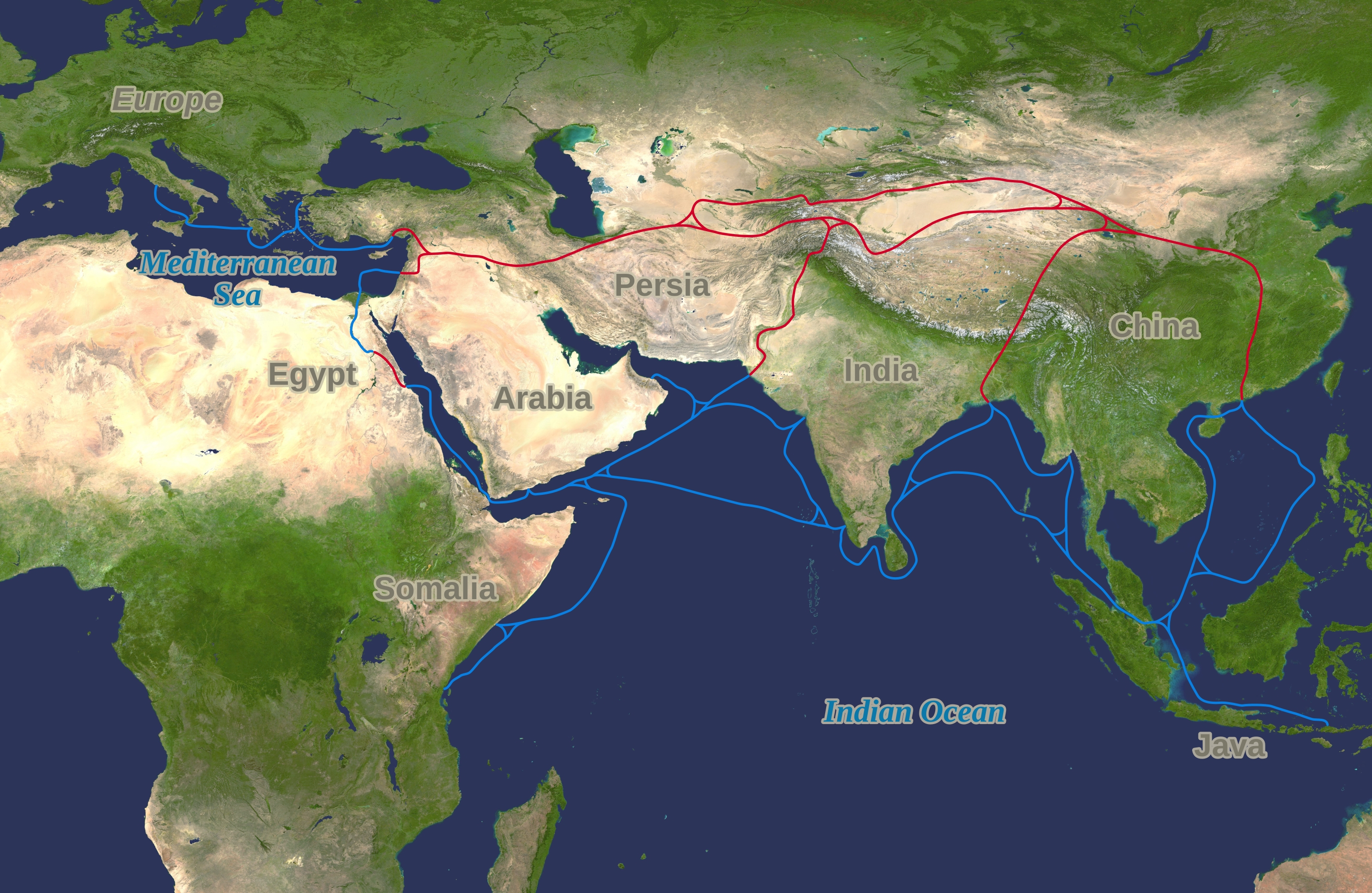
جادهٔ ابریشم که از جنوب اروپا آغاز شده و با عبور از میان سرزمین‌های عربستان، سومالی، مصر، پارس، هند و جاوه به چین می‌رسد.

نخستین نمونهٔ تاریخی از اشتغال چین در بین‌المللی‌گرایی در طول فرمانروایی دودمان هان نمود یافت. در زمان آغاز دودمان هان، هون‌ها در حال حمله به مرزهای هان بودند و سعی داشتند ثروت‌ها را غارت کنند. امپراتور وو هان تصمیم گرفت تا اتحاد کشوری به‌نام دایوژی را به دست آورد تا این دو کشور به همراه هم بتوانند در مقابل هون‌ها مبارزه کنند. امپراتور وو برای دستیابی به این اتحاد چانگ چیان را به غرب اعزام کرد تا ارتباطاتی اقتصادی و فرهنگی برقرار کند. در تاریخ ثبت شده‌است که در طول دودمان هان، چهار مسیر ارتباطی میان چین و اروپا وجود داشته‌است. این مسیرها شامل مسیر زمینی شمالی، مسیر زمینی مرکزی، مسیر دریای جنوبی، و مسیر دوردست دریای جنوبی بودند. مشهورترین مسیر در میان این مسیرها، مسیر زمینی مرکزی یا همان جاده ابریشم باستانی است. این مسیر دربرگیرندهٔ شبکه‌ای از جاده‌های کشیده‌شده از شمال غربی چین تا دروازه‌های سوریه و دریای سیاه بود که از میان آبادی‌های ترکستان و شمال پارس عبور می‌کرد. جادهٔ ابریشم برای امپراتورهای چینی قابل توجه بود، چرا که امکان تسلط بر آسیای مرکزی را به واسطهٔ توسعهٔ منابع، و همچنین امکان دستیابی به بازاهایی برای صادرات ارزشمندترین منابع چین را برای آنان فراهم می‌کرد.
در خلال دودمان تانگ، عصر جدیدی از شهری‌سازی و تجارت دریایی ظهور کرد. به‌عنوان مثال، توسعهٔ چانگ‌آن، پایتخت دودمان تانگ، این شهر را به یکی از بزرگ‌ترین شهرها در آن زمان تبدیل کرد. تا سال ۷۴۲ میلادی جمعیت این شهر تقریباً به دو میلیون نفر رسید و سرشماری‌ها نشانگر این بودند که ۵٬۰۰۰ فرد خارجی در این شهر زندگی می‌کنند: ترک‌ها، ایرانی‌ها، هندی‌ها و ملت‌های دیگری که در طول جادهٔ ابریشم زندگی می‌کردند.
دودمان سونگ تمرکز جادهٔ ابریشم را از تکیه بر تجارت بومی به تکیه بر سازگاری صلح‌آمیز تغییر داد. تجارت در آن زمان به واسطهٔ یک ناوگان بازرگانی بزرگ پشتیبانی می‌شد و وظیفهٔ دفاع از این ناوگان بر عهدهٔ یک نیروی دریایی امپراتوری بود؛ مسیرهای طولانی دوردست به سمت خاورمیانه، هند و سواحل آفریقا اکنون با راحتی بیشتری در دسترس بودند. در طول این دوران، حکومت با توجه به تهدیدهای نظامی در مرز شمالی، شروع به وضع قوانین سخت‌گیرانه‌ای برای تجارت خارجی کرد. جهت پایش روند گردش کالاها در تجارت بین‌المللی، دیوان کشتیرانی بازرگانی جهت دریافت مالیات از کشتی‌های بازرگانی که از منطقه گذر می‌کردند، تشکیل شد. علاوه بر این، تمرکز تجارت بین‌المللی بر مبادلات فرهنگی کمتر شد و به جای آن به‌عنوان یک ضرورت برای رشد اقتصاد چین در نظر گرفته‌شد.

## چین مدرن

### سده بیستم میلادی
تلاش‌های چین برای برقراری تعادل میان امور تحصیلی در زمینه‌های اقتصادی و سیاسی-اجتماعی خود ریشه در کشمکش‌های اواخر دودمان چینگ، تحت تهدید تهاجم خارجی مدرن‌سازی و بقای ملی دارد. این وضعیت دشوار در طول زمان استقرار جمهوری چین (۱۹۱۲–۴۹) و جمهوری خلق چین، و سپس در میان وارثان آن‌ها و دوران مدرن ادامه یافت.
جوامع قدیمی‌تر ناچار بودند تا مؤسسات و دیدگاه‌های جهانی خود را جهت انطباق با مدل‌های مدرن سیستم دولت ملی، به‌طور اساسی مورد بازبینی قرار دهند؛ این تنظیم مجدد در چین پس از سال ۱۹۴۹ در درون این کشور صورت گرفت. پس از اعتراضات میدان تیان‌آن‌من در سال ۱۹۸۹، دولت چین در حالی که همزمان به فرونشاندن روند ازدیاد عقاید دموکراتیک در کشور مشغول بود، اصلاحات متعددی را برقرار کرد که با هدف افزایش رشد اقتصادی شکل گرفته‌بودند. از نظر حزب کمونیست چین (CCP یا CPC)، دموکراسی به بی‌ثباتی سیاسی منجر می‌شد که مانعی برای توسعهٔ اقتصادی محسوب می‌شود؛ بسیاری از مردم چین به این نظر باورمند هستند.
در سال ۱۹۸۹ چین دارای بیشترین جمعیت در جهان بود، اما تولید ناخالص داخلی آن تنها در جایگاه نهم جهان قرار داشت؛ و حتی پس از گذشت بیست و پنج سال، اقتصاد این کشور موفق شد تنها به ردهٔ دوم دست یافته و پس از ایالات متحده آمریکا قرار گیرد. این افزایش عظیم در توسعهٔ اقتصادی بدون هزینه نبوده‌است، زیرا با وجود اینکه اصلاح اقتصادی و جهانی‌سازی، ثروت بی‌سابقه‌ای را برای چین به‌همراه داشت، اما انتشار مهیب آلاینده‌های کربن دی‌اکسید را هم برای این کشور در پی داشت.

### سده بیست و یکم میلادی
چین از سال ۲۰۰۵ بیش از ۵۶ میلیارد دلار در آفریقای سیاه هزینه کرده و سرمایه‌گذاری‌های قابل توجهی در صنایع نفتی، پلاتینیوم، مس، نیکل و منگنز، و همچنین سایر صنایع استخراجی داشته‌است. تجارت دوجانبهٔ چین با کشورهای آفریقایی از ۱۰ میلیارد دلار در سال ۲۰۰۰ به ۱۲۵ میلیارد دلار در سال ۲۰۱۰ افزایش یافته‌است و در آن زمان بنا بوده‌است که تا سال ۲۰۱۵ به ۳۰۰ میلیارد دلار رسیده و از ایالات متحده به عنوان بزرگ‌ترین شریک تجاری آفریقا پیشی بگیرد. تجارت چین با آمریکای لاتین نیز با افزایش ۱٬۵۰۰ درصدی بین سال‌های ۲۰۰۰ و ۲۰۱۰ به واسطهٔ وام‌ها و سرمایه‌گذاری‌های مستقیم خارجی، به‌طور چشم‌گیری افزایش یافته‌است. از آنجا که چین با خرید روزانه ۴۰۰٫۰۰۰ بشکه نفت از ایران، و پرداخت هزینه‌ها با ارز یوان جهت بالا بردن ردهٔ ارز یوان در مقابل دلار آمریکا، امکان تبدیل شدن ایران به بزرگ‌ترین شریک تجاری خود را در اختیار ایران قرار داده‌است، در نتیجه این کشور یکی از برندگان اصلی تحریم‌های غرب علیه ایران بوده‌است.
نخستین گام برای انضمام چین به سیستم مالی جهانی به واسطهٔ راه‌اندازی «اتصال سهام شانگهای-هنگ کنگ» و «اتصال سهام شن‌ژن-هنگ کنگ» برداشته شد. شواهد پیشرفت چین پس از پیوستن به سیستم مالی جهانی بسیار است و فراز و نشیب‌های فراوانی را هم برای کشور چین، و هم برای جهان غرب به‌دنبال داشته‌است.
در هنگ کنگ به این علت که افزایش جهانی‌سازی روند افزایش در «چینی‌سازی» را نیز به‌همراه داشته‌است، مبارزات سیاسی متعددی به جریان افتاده‌است. گسترش تجارت جهانی و پایش یکپارچهٔ پروسه سیاسی، باعث تضعیف استقلال و قدرت جوامع داخلی می‌شود و این همان چیزی است که کتاب جهاد در مقابل مک‌ورلد به آن می‌پردازد. هرچه جوامع با سرزمین اصلی چین بیشتر ادغام می‌شوند، به کامیابی بیشتری نیز دست پیدا می‌کنند؛ اما بیشتر این مزایا نصیب بازرگانان سرمایه‌دار و سرآمدان شرکت‌های مختلفی می‌شود که می‌توان آن‌ها را به‌عنوان نمونه‌ای برای سیر صعودی نابرابری درآمد در چین در نظر گرفت.

## دگرگونی‌های اقتصادی
از سال ۱۹۸۰، چین متحمل یک سری از سیاست‌های اصلاحی با هدف تبدیل سیستم اقتصادی این کشور از اقتصاد برنامه‌ریزی شده به یک اقتصاد بازار-محور، به واسطهٔ ترکیب برنامه‌ریزی سیستم‌های اقتصادی بر پایه جامعه‌گرایی با یک سازوکار بازاری بر پایه سرمایه‌داری بوده‌است. در کنار این دگرگونی، چهار منطقهٔ ویژهٔ اقتصادی نیز خلق شدند؛ این چهار منطقه، مناطقی از این کشور هستند که تحت تأثیر قوانین متناسب تجاری با هدف افزایش مبادله، سرمایه‌گذاری و ایجاد شغل قرار دارند. پیشگام این روند دنگ ژیائوپینگ بود که برای تبدیل چین به یک کشور آزاد در زمینهٔ اقتصاد شروع به کار کرد، و اقدامات او به این آزادسازی و جهانی‌سازی قابل توجه جدید و امروزی انجامید. در طول دوران میان سال‌های ۱۹۷۸ تا ۲۰۱۲، تولید ناخالص داخلی چین حدود ۹٫۸٪ رشد سالانه را تجربه کرد و حجم تولید ناخالص داخلی آن در طول این دوره ۲۲٫۵ برابر بیشتر شد؛ در حالی که سرانهٔ تولید ناخالص داخلی این کشور نیز با نرخ رشد سالانهٔ ۸٫۵ درصد در طول همین دوره ۱۵ برابر بیشتر شد. تا سال ۲۰۱۰ با گذر از ژاپن به دومین اقتصاد بزرگ جهان بدل شد و همزمان موفق شد در زمینهٔ حجم صادرات از آلمان نیز پیشی گرفته و به بزرگ‌ترین کشور جهان در این زمینه تبدیل شود. از آنجا که درآمد مردم چین هر ۱۰ سال به میزان دو برابر یا حتی تا چهار برابر افزایش یافته‌است، افزایش عظیم تولید ناخالص داخلی در چین به بالا رفتن استانداردهای زندگی برای مردم چین منجر شد. در میان این انفجار اقتصادی، توزیع درآمد در چین به‌طرز چشمگیری افزایش یافت و چین را از یک کشور جامعه‌گرای نسبتاً برابر، به یک کشور بسیار نابرابر تبدیل کرد.
جهانی‌شدن اقتصاد چین، اولویت‌های سیاست‌های ملی این کشور را تغییر داد، و این سؤال را برای سایر کشورهای جهان به‌وجود آورد که مقاصد واقعی آن‌ها در بهترین حالت چه خواهد بود. پیشگام تلاش‌ها برای بالابردن آزادسازی اقتصاد چین کشور ایالات متحده آمریکا بود که با توجه به پیشرفت اقتصادی سریع این کشور، با بازخوردهای متفاوتی روبرو شد. طبیعت تلخ و شیرین ترقی چین به‌عنوان یک قدرت اقتصادی منجر به مطرح شدن این سؤال شد که آیا این کشور از نظام امور بین‌المللی کنونی حمایت خواهد کرد یا آن را به چالش خواهد کشید.
مقایسهٔ ارز کم‌ارزش یوان چین در مقابل دلار آمریکا پرسش‌هایی را به‌وجود آورد که آیا گذار به یک نرخ تبادل منعطف‌تر برای اقتصاد چین سودمند خواهد بود یا خیر، و بیشتر متخصصان استدلال کردند که هیچ تغییر قابل توجهی در نرخ تبادل لازم نیست و بخش اقتصاد داخلی نیازمند توجه سیاست‌گذاری بیشتری نسبت به بخش بین‌المللی است.